# NSWRL 1959
Die NSWRL 1959 war die 52. Saison der New South Wales Rugby League Premiership, der ersten australischen Rugby-League-Meisterschaft. Den ersten Tabellenplatz nach Ende der regulären Saison belegten die St. George Dragons. Diese gewannen im Finale 20:0 gegen die Manly-Warringah Sea Eagles und gewannen damit die NSWRL zum vierten Mal in Folge und zum sechsten Mal insgesamt.

## Tabelle
|      | Team                          | Spiele | Siege | Unent. | Ndlg. | Spiel- punkte | Diff. | Tabellen- punkte |
| ---- | ----------------------------- | ------ | ----- | ------ | ----- | ------------- | ----- | ---------------- |
| 01.  | St. George Dragons            | 18     | 17    | 0      | 1     | 550:190       | + 360 | 35               |
| 02.  | Western Suburbs Magpies       | 18     | 13    | 1      | 4     | 405:273       | + 132 | 27               |
| 03.  | Manly-Warringah Sea Eagles    | 18     | 11    | 0      | 7     | 283:239       | + 44  | 22               |
| 04.  | Newtown Jets                  | 18     | 10    | 0      | 8     | 254:296       | - 42  | 20               |
| 05.  | North Sydney Bears            | 18     | 9     | 0      | 9     | 371:282       | + 89  | 18               |
| 06.  | South Sydney Rabbitohs        | 18     | 9     | 0      | 9     | 257:276       | - 19  | 18               |
| 07.  | Balmain Tigers                | 18     | 6     | 1      | 11    | 308:336       | - 28  | 13               |
| 08.  | Eastern Suburbs               | 18     | 6     | 0      | 12    | 211:314       | - 103 | 12               |
| 09.  | Canterbury-Bankstown Bulldogs | 18     | 5     | 1      | 12    | 194:378       | - 184 | 11               |
| 010. | Parramatta Eels               | 18     | 2     | 0      | 16    | 150:399       | - 249 | 4                |

## Playoffs

### Ausscheidungs/Qualifikationsplayoffs
| 25. Juli | Manly-Warringah Sea Eagles | 17 : 0 | Newtown Jets | Sydney Cricket Ground, Sydney Zuschauer: 8.967 Schiedsrichter: Darcy Lawler |
| 25. Juli | Bericht                    |        |              | Sydney Cricket Ground, Sydney Zuschauer: 8.967 Schiedsrichter: Darcy Lawler |

| 1. August | St. George Dragons | 35 : 25 | Western Suburbs Magpies | Sydney Cricket Ground, Sydney Zuschauer: 42.347 Schiedsrichter: Darcy Lawler |
| 1. August | Bericht            |         |                         | Sydney Cricket Ground, Sydney Zuschauer: 42.347 Schiedsrichter: Darcy Lawler |

### Halbfinale
| 8. August | Manly-Warringah Sea Eagles | 14 : 13 | Western Suburbs Magpies | Sydney Cricket Ground, Sydney Zuschauer: 28.385 Schiedsrichter: Darcy Lawler |
| 8. August | Bericht                    |         |                         | Sydney Cricket Ground, Sydney Zuschauer: 28.385 Schiedsrichter: Darcy Lawler |

### Grand Final
| 15. August | St. George Dragons                                                   | 20 : 0         | Manly-Warringah Sea Eagles | Sydney Cricket Ground, Sydney Zuschauer: 49.457 Schiedsrichter: Darcy Lawler |
| 15. August | Versuche: Lumsden (3), Graham, Provan, Weekes Erhöhungen: Bath (1/6) | (11:0) Bericht |                            | Sydney Cricket Ground, Sydney Zuschauer: 49.457 Schiedsrichter: Darcy Lawler |

| 1  | Brian Graham   |
| 2  | Eddie Lumsden  |
| 3  | Johnny Riley   |
| 4  | Reg Gasnier    |
| 5  | Brian Messiter |
| 6  | Brian Clay     |
| 7  | Bobby Bugden   |
| 8  | Johnny Raper   |
| 9  | Norm Provan    |
| 10 | Monty Porter   |
| 11 | Billy Wilson   |
| 12 | Ken Kearney    |
| 13 | Harry Bath     |

| 1  | Ron Willey    |
| 2  | Len Wadling   |
| 3  | Kevin Mosman  |
| 4  | William Lloyd |
| 5  | George Hugo   |
| 6  | Alf Madden    |
| 7  | Thomas Burke  |
| 8  | Jim Peebles   |
| 9  | Peter Diversi |
| 10 | Rex Mossop    |
| 11 | Roy Bull      |
| 12 | George Lenon  |
| 13 | Bill Delamere |